# Thanh Đức, Vị Xuyên
Thanh Đức là một xã thuộc huyện Vị Xuyên, tỉnh Hà Giang, Việt Nam.

## Địa lý
Xã Thanh Đức có vị trí địa lý:
- Phía đông giáp xã Thanh Thủy
- Phía tây giáp xã Xín Chải
- Phía nam giáp xã Phương Tiến
- Phía bắc giáp Trung Quốc với đường biên giới dài 7,8 km và xã Thanh Thủy.

Xã Thanh Đức có diện tích 25,93 km², dân số năm 2019 là 880 người, mật độ dân số đạt 34 người/km².

## Hành chính
Xã Thanh Đức được chia thành 4 thôn, bản: Nặm Lạn, Nặm Nịch, Nặm Tẳm, Nặm Tà.

## Lịch sử
Sau năm 1975, Thanh Đức là một xã thuộc huyện Vị Xuyên.
Ngày 14 tháng 5 năm 1981, Hội đồng Chính phủ ban hành Quyết định 185/1981/QĐ-CP về việc:
- Giải thể xã Thanh Hương sáp nhập một phần vào xã Thanh Đức
- Sáp nhập xóm Nậm Tâm, Nậm Lặn của xã Thanh Hương sáp nhập vào xã Thanh Đức
- Tách xóm Nậm Ngặt của xã Thanh Đức để sáp nhập vào xã Thanh Thủy.